# Глафировская волость
Глафировская волость — историческая административно-территориальная единица Ростовского уезда Екатеринославской губернии, затем Ростовского округа Области Войска Донского с центром в селе Глафировка.
По состоянию на 1886 год состояла из 4 поселений, 3 сельских общин. Население — 8154 человек (4069 мужского пола и 4085 — женского), 642 дворовых хозяйств.
|                       | Площадь, десятин | В том числе пахотной, десятин |
| --------------------- | ---------------- | ----------------------------- |
| Сельских общин        | 1282             | 755                           |
| Частной собственности | 12275            | 6854                          |
| Другой собственности  | 3815             | 1816                          |
| В целом               | 17372            | 9425                          |

Крупнейшие поселения волости:
- Глафировка — слобода у Азовского моря и Ейского залива в 120 верстах от уездного города, 2200 человек, 228 дворов, православная церковь, лавка, рыбный завод.
- Ейское Укрепление — мещанский городок, православная церковь, 2 школы, мещанская управа, почтовая станция, 6 лавок.
- Николаевка — село при Ейском заливе, 1298 человек, 188 дворов, лавка.
- Шабельск (Сазальник) — городок у Азовского моря, 1975 человек, 218 дворов, православная церковь, 3 лавки, рыбный завод, рейнский погреб.